# وارويك أوزوالد فيرفاكس
وارويك أوزوالد فيرفاكس (بالإنجليزية: Warwick Oswald Fairfax)‏ هو مالك صحيفة ‏ وصحفي أسترالي، ولد في 19 ديسمبر 1901، وتوفي في 14 يناير 1987.